# The Listener – Hellhörig
The Listener ist eine kanadische Mystery-Serie, die in Toronto spielt. Die Serie dreht sich um den jungen Sanitäter Toby Logan, der telepathische Fähigkeiten hat.
Im August 2014 gab CTV die Einstellung nach der fünften Staffel bekannt.

## Handlung
Toby ist ein 28 Jahre alter Sanitäter, der in Waisenheimen aufwuchs. Toby hat seine Fähigkeiten bis heute geheim gehalten und nur Dr. Ray Mercer, sein alter Vertrauter und Ratgeber, kannte sie bereits zu der Zeit vor der ersten Episode. Während er mit seinem Partner Osman „Oz“ Bey durch Toronto fährt, hilft Toby verschiedenen Personen durch ihre Krisen und versucht auch, seine eigene Vergangenheit zu ergründen. Dabei bekommt er außerdem Hilfe von Detective Charlie Marks und seiner (Ex)-Freundin Olivia Fawcett, einer Notaufnahme-Ärztin in einer Klinik in Toronto.

## Charaktere

### Toby Logan
Toby (Craig Olejnik) ist 28 Jahre alt, kennt seinen Vater nicht, erinnert sich nur bruchstückhaft an seine Mutter und ist in Waisenheimen aufgewachsen. Er ist seit einem Jahr Sanitäter und kann die Gedanken von anderen Menschen lesen, was er zunächst als Fluch betrachtet. Mit der Zeit – noch vor der ersten Episode – lernte er jedoch, sich gegen die Gedanken anderer abzuschirmen. Im Verlauf der ersten Staffel erkennt er jedoch, dass er mit dieser Fähigkeit auch Menschen helfen kann und betrachtet sie von da an als Gabe und nicht mehr als Fluch.

### Osman „Oz“ Bey
Oz, ein 26 Jahre alter Türke, ist der beste Freund von Toby, ebenfalls Sanitäter und sein Partner beim Rettungsdienst. Er ist – in der Zeit, in der die erste Staffel spielt – der Erste, dem Toby seine Gabe offenbart.

### Det. Charlie Marks
Charlie ist Polizistin bei der Mordkommission. Sie ist die zweite Person, der Toby seine Fähigkeiten zeigt und steht ihm und seiner Gabe zunächst kritisch gegenüber, später jedoch helfen sich die beiden gegenseitig. Am Ende der ersten Staffel schützt sie Toby und wird dabei angeschossen. In der ersten Folge der zweiten Staffel wird erwähnt, dass sie den Schuss nicht überlebt hat.

### Sgt. Michelle McCluskey
Michelle ist ebenfalls eine Polizistin und arbeitet beim IIB.
In der zweiten Folge verrät Toby ihr, dass er Gedanken lesen kann und hilft ihr von nun an weitere Fälle aufzuklären.
Außerdem erzählt Michelle ihrem Partner, dass Toby Gedanken lesen kann.

## Besetzung und Synchronisation
Die Serie wurde bei der EuroSync unter der Dialogregie von Sven Plate vertont.
| Rollenname              | Schauspieler          | Hauptrolle (Staffel) | Nebenrolle (Staffel) | Synchronsprecher  |
| ----------------------- | --------------------- | -------------------- | -------------------- | ----------------- |
| Toby Logan              | Craig Olejnik         | 1.01–5.13            |                      | Ozan Ünal         |
| Det. Charlie Marks      | Lisa Marcos           | 1.01–1.13            |                      | Giuliana Jakobeit |
| Osman „Oz“ Bey          | Enis Esmer            | 1.01–5.13            |                      | Nico Mamone       |
| Dr. Olivia Fawcett      | Mylène Dinh-Robic     | 1.01–3.10            |                      | Sonja Spuhl       |
| Det. Sgt. Brian Becker  | Anthony Lemke         | 1.01–1.13, 5.02–5.13 |                      | Robin Kahnmeyer   |
| George Ryder            | Arnold Pinnock        | 1.01–3.12            |                      | Bernd Vollbrecht  |
| Dr. Ray Mercer          | Colm Feore            | 1.01–1.13            |                      | Bodo Wolf         |
| Sgt. Michelle McCluskey | Lauren Lee Smith      | 2.01–5.13            |                      | Maria Koschny     |
| Corp. Dev Clark         | Rainbow Sun Francks   | 2.01–5.13            |                      | Martin Kautz      |
| Alvin Klein             | Peter Stebbings       | 2.01–5.01            |                      | Viktor Neumann    |
| Tia Tremblay            | Melanie Scrofano      | 4.01–5.12            | 3.09, 3.11, 3.13     | Manja Doering     |
| Sandy                   | Tara Spencer-Nairn    |                      | 2.01–5.02            | Julia Ziffer      |
| Maya                    | Lara Jean Chorostecki |                      | 1.01–1.13            |                   |
| Junger Toby             | John Fleming          |                      | 1.01–1.13            |                   |
| Adam Reynolds           | Kris Holden-Ried      |                      | 2.07–5.04            | Peter Flechtner   |

## Produktion
Die Serie wurde von Michael Amo erdacht und von Shaftesbury Films für den kanadischen Sender CTV hergestellt. Die Produktion begann im Frühling 2008.
Am 17. November 2009 wurde bekannt gegeben, dass es eine zweite Staffel mit 13 neuen Episoden geben wird. Mit der Produktion dieser Staffel wurde im September 2010 begonnen. Die zweite Staffel wurde vom 8. Februar 2011 bis zum 31. August 2011 auf dem kanadischen Sender CTV ausgestrahlt. Am 1. Juni 2011 wurde eine dritte Staffel mit 13 neuen Folgen in Auftrag gegeben, deren Ausstrahlung von dem 30. Mai 2012 bis zum 12. September 2012 auf CTV zu sehen war.
Am 25. Juli 2012 gab CTV den Auftrag The Listener um eine vierte Staffel mit 13 weiteren Folgen zu verlängern, die ab dem 29. Mai 2013 als kanadische Erstausstrahlung zu sehen waren. Als Grund gab der Sender an, dass die dritte Staffel bereits jetzt die höchsten Zuschauerzahlen der Seriengeschichte erzielt habe. Mit 1,14 Millionen kanadischen Fernsehzuschauern ergebe sich damit allein im Vergleich zur zweiten Staffel eine Steigerung um 14 Prozent. Gegenüber der ersten Staffel würde die Steigerung sogar 28 Prozent betragen. Am 7. Oktober 2013 gab CTV die Produktion einer fünften Staffel bekannt, welche wieder aus 13 Episoden besteht. Vom 26. Mai bis zum 18. August 2014 wurden im Programm des kanadischen Fernsehsenders CTV die 13 neuen Folgen der fünften Staffel ausgestrahlt. Im August 2014 gab CTV bekannt, dass die Serie nach der fünften Staffel enden werde.

## DVD-Veröffentlichung
Großbritannien
- Staffel 1 erschien am 13. September 2010.

Deutschland
- Staffel 1 erschien am 19. August 2010.